# برايان أندرسن
برايان أندرسن هو متسابق دراجات نارية دنماركي، ولد في 13 مارس 1971 في الدنمارك في مملكة الدنمارك.